# Giao hưởng số 6 (Beethoven)
Giao hưởng số 6, cung Fa trưởng, Op. 68, hay còn gọi là Giao hưởng đồng quê (tiếng Đức: Pastoral-Sinfonie), là bản giao hưởng nổi tiếng của nhà soạn nhạc vĩ đại người Đức Ludwig van Beethoven. Tác phẩm được hoàn thành vào năm 1808. Đây là một tác phẩm trong số các tác phẩm hiếm hoi của Beethoven mang tính chất âm nhạc chương trình sau này. Tác phẩm được trình diễn lần đầu tiên vào ngày 22 tháng 12 năm 1808, tức là chỉ sau 6 hoặc 5 ngày sinh nhật lần thứ 38 của nhà soạn nhạc lớn. Bản giao hưởng được trình diễn trong buổi hòa nhạc kéo dài tới bốn tiếng, cùng với một bản giao hưởng vĩ đại khác của tác giả, bản số 5.

## Hoàn cảnh
Gần bốn mươi tuổi, chỉ sau vài ngày sinh nhật lần thứ 38 của Beethoven, nhà soạn nhạc người Đức đem lòng yêu cô học trò xinh đẹp Theresa de Brunowick, con gái một điền chủ người Hungary. Nhờ sự khuyến khích của cô gái, ông sáng tác bản giao hưởng Đồng quê (rất tiếc Beethoven lầm tưởng đó là tình yêu và niềm hy vọng kết hôn của ông đã tan vỡ sau khi cô gái kia khước từ lời tỏ tình của Beethoven). Nhà soạn nhạc nói rằng Bản giao hưởng số sáu là "sự thể hiện của cảm giác hơn là hội họa", một điểm được nhấn mạnh ngay từ chương đầu tiên.
Bản phác thảo đầu tiên của Bản giao hưởng Đồng quê xuất hiện năm 1802, được sáng tác đồng thời với Bản giao hưởng thứ 5 nổi tiếng hơn của Beethoven. Cả hai bản giao hưởng đều công diễn lần đầu trong buổi hòa nhạc dài và chưa được tập dượt tại Nhà hát an der Wien ở Vienna ngày 22 tháng 12 năm 1808.
Frank A.D'Accone gợi ý rằng Beethoven đã mượn những ý tưởng xung quanh (tiếng đàn của người chăn cừu, tiếng chim hót, tiếng suối chảy và cơn giông) cho bố cục tường thuật năm chuyển động của ông từ Le Portrait music de la Nature ou Grande Symphonie, do Justin Heinrich Knecht (1752–1817) sáng tác năm 1784.

## Nhạc cụ
Bản Giao hưởng được chơi bởi các nhạc cụ
| Nhạc cụ hơi bộ gỗ 1 piccolo (chỉ xuất hiện trong chương 4) 2 sáo 2 ô-boa 2 clarinet trong B♭ 2 pha-gốt Bộ đồng 2 Kèn cor in F and B♭ 2 trumpet ở C và E♭ (chỉ chương thứ ba, thứ tư và thứ năm) 2 trombone (alto và tenor, chỉ chương thứ tư và thứ năm) | Nhạc cụ gõ Timpani (chỉ chương thứ 4, trong F và C (Tonic-dominant)) Nhạc cụ dây Violin I, II Viola Cello Double basse |

## Kết cấu
Bản 6 hoàn thành gần cùng lúc với bản giao hưởng số 5 nhưng đây là một tác phẩm có nội dung và tính chất hoàn toàn khác bản giao hưởng số 5. Trong bản giao hưởng số 5, tất cả đều căng thẳng đến cao độ: bằng những phương tiện âm thanh hùng vĩ, nó phản ánh cuộc đấu tranh và niềm vui chiến thắng. Còn bản giao hưởng Đồng Quê, xét về nội dung âm nhạc thôn dã cũng như tiêu đề của nó là một loạt những bức tranh thanh bình. Beethoven có nói rằng bản giao hưởng Đồng Quê là sự truyền đạt những cảm xúc nảy sinh do tiếp xúc với thế giới thiên nhiên và cuộc sống thôn dã nhiều hơn là bức tranh phong cảnh bằng âm thanh. Tuy vậy, trong bản giao hưởng này, chúng ta vẫn thấy rõ tính chất hội họa đậm nét của nó.